# Ninville
Ninville település Franciaországban, Haute-Marne megyében. Lakosainak száma 59 fő (2022. január 1.). Ninville Buxières-lès-Clefmont, Cuves, Is-en-Bassigny, Mennouveaux, Nogent, Noyers és Rangecourt községekkel határos.

## Népesség
A település népességének változása:
| Lakosok száma | 138  | 121  | 114  | 72   | 82   | 83   | 79   | 68   | 65   | 59   |
|               | 1968 | 1982 | 1990 | 2006 | 2013 | 2015 | 2017 | 2019 | 2020 | 2022 |